# Na Gwiazdkę
Na gwiazdkę – książka Małgorzaty Musierowicz z 2007, po raz pierwszy wydana przez łódzkią oficynę Akapit Press.
Na Gwiazdkę jest dziełem z pogranicza wspomnień i poradnika obyczajowo-kulinarnego. Autorka pisze o tradycjach świąt Bożego Narodzenia, o ich duchowym wymiarze, ale jednocześnie opisuje zwyczaje kulinarne swojego dzieciństwa i sposoby zdobienia choinki. Opisuje m.in. barszcz wigilijny, pierniki, proces przygotowywania karpia oraz bigosu.